# Зерентуйский заговор
Зерентуйский заговор — попытка сосланного на каторгу участника восстания Черниговского полка Ивана Сухинова организовать освобождение декабристов из Читинского острога в 1828 году.
С планом освобождения были знакомы около 20 человек. Восстание намечалось на 25 мая 1828 года. Заговор готовился в Зерентуйском руднике, откуда и получил своё название. Подготовка восстания началась в 1827 году.
Одним из наиболее активных участников заговора был декабрист Иван Сухинов. Сухинов вместе с казарменным старостой П. Голиковым и купеческим сыном В. Бочаровым достали оружие, порох, свинец, до тысячи патронов. Заговорщики планировали освободить каторжан Нерчинских рудников, напасть на казармы, захватить оружие, вооружить каторжан Нерчинских заводов и освободить декабристов из Читинского острога. После этого заговорщики намеревались совместно обсудить план дальнейших действий.
Вследствие предательства заговор был раскрыт, участники заговора арестованы. Бочаров и Голиков убили предателя. В. Бочаров бежал, но был пойман. Во время следствия Сухинов дважды принимал яд. Суду было предано 22 человека.
По указу Императора от 13 августа 1828 года Станиславу Лепарскому было предоставлено право принимать окончательные решения по приговорам суда. Суд приговорил наказать Сухинова и ещё пять человек 400 ударами кнута и повесить. Лепарский отменил наказание кнутом и заменил повешение расстрелом. Сухинов об этом не знал и 1 декабря 1828 года повесился. Пять человек были расстреляны 3 декабря (среди них Голиков и Бочаров). 9 человек наказаны плетьми. Вениамин Соловьёв и Александр Мозалевский освобождены от наказания и отправлены в Читу.
Зерентуйский заговор ускорил перевод декабристов в Петровский Завод (осень 1830 года).